# Ludányi András
Ludányi András (angol írásmóddal Andrew Ludanyi, Szikszó, 1940. február 12. –) amerikai magyar politológus, szociológus, történész, egyetemi tanár az adai Észak-Ohió-i Egyetemen.
Magyarországot 1944-ben Ausztria felé hagyta el szüleivel, majd az Amerikai Egyesült Államokban telepedett le. Tanulmányait a Louisianai Állami Egyetemen végezte. 1967-ben Éltető Lajossal közösen megalapították a Magyar Baráti Közösség nevű szervezetet. Fő kutatási területe a politikatudomány és magyar néprajz. Jelentős szerepet játszik az amerikai magyar politikában és a magyar, valamint más kisebbségek jogainak védelmében.
Ludányi több magyar állami kitüntetés birtokosa.[forrás?]

## Főbb művei
- Amerikai életutam. A második világháborútól a huszonegyedik századig; Méry Ratio–Kisebbségekért – Pro Minoritate Alapítvány, Bp., 2020 (Pro minoritate könyvek)